# Sarcophaga muscoides
Sarcophaga muscoides är en tvåvingeart som först beskrevs av Jacques-Marie-Frangile Bigot 1857.  Sarcophaga muscoides ingår i släktet Sarcophaga och familjen köttflugor.
Artens utbredningsområde är Kuba. Inga underarter finns listade i Catalogue of Life.